# Marina Elvira Calderone
Marina Elvira Calderone (Bonorva, 30 luglio 1965) è una politica italiana, dal 2022 ministro del lavoro e delle politiche sociali nel governo Meloni. Dal 2005 al 2022 è stata presidente del Consiglio nazionale dell'Ordine dei consulenti del lavoro.

## Biografia
È sposata con Rosario De Luca, calabrese, avvocato e poi presidente dell'Ordine dei Consulenti del lavoro. Col marito gestisce uno studio che svolge consulenza del lavoro con sedi a Cagliari, Reggio Calabria e Roma.
Nel 1994 si iscrive al competente ordine territoriale dei Consulenti del lavoro e nel 2005 diventa presidente del Consiglio nazionale dell'Ordine dei consulenti del lavoro. 
Nel 2014 viene nominata dal governo Renzi nel consiglio di amministrazione di Leonardo-Finmeccanica, carica che ricopre fino al 2020. Nel frattempo si laurea, il 26 luglio 2016, poco prima di compiere 51 anni, in Gestione aziendale internazionale all'università privata Link Campus.
Successivamente nel governo Conte I, è stata candidata alla presidenza dell'Istituto nazionale della previdenza sociale.

### Ministra del lavoro
Il 21 ottobre 2022 viene nominata ministro del lavoro e politiche sociali del governo Meloni.
Nei mesi successivi le opposizioni ipotizzeranno un suo conflitto di interessi, poiché suo marito aveva preso il suo posto come presidente dell'Ordine dei consulenti sul lavoro, organo su cui il Ministero esercita poteri di vigilanza. A tale proposito il 14 marzo 2023 il governo ribadisce che i compiti di vigilanza sull'Ordine sono stati delegati al sottosegretario Claudio Durigon.
Il 1º maggio 2023 il Governo approva un "decreto lavoro" in Consiglio dei Ministri. Oltre alle misure fiscali, Calderone annuncia che il decreto prevede l'introduzione dell'Assegno di inclusione e Supporto alla formazione al posto del Reddito di cittadinanza: tra le principali differenze vi è la limitazione della misura ad anziani, disabili e minorenni e l'obbligo di accettare qualsiasi contratto di lavoro superiore ai 12 mesi in tutto il territorio nazionale. Per gli altri disoccupati viene invece introdotto lo Strumento di attivazione al lavoro, di durata e importo più ridotti e con l'obbligo di partecipazione a corsi di formazione o servizi di pubblica utilità, e viene avviata una piattaforma digitale per far incontrare domanda e offerta di lavoro. Inoltre vengono ridotti i vincoli sulle causali dei contratti a termine oltre i 12 mesi, è aumentata la soglia per le prestazioni di lavoro occasionali (i cosiddetti voucher) in determinati settori e viene introdotto un fondo per le vittime dell'alternanza scuola lavoro. Tali misure vengono criticate dai sindacati, che accusano il governo di aumentare la precarietà, critiche che la ministra respinge.